# 黄花菜
黄花菜，又名柑橘萱草、金針、金針菜、金針花、忘忧草，是阿福花科萱草属的植物，原產中國大陸中南方省分；主要產區有山西、湖南、江蘇、陝西、四川、甘肅等省。

## 語言學
《本草綱目》曰：「今東人採其花跗，乾而貨之，名為黃花菜。」北方人喚作黃花菜，廣東人叫做金針。中國古代將同屬植物統稱為萱草，是傳統代表母親的植物。其种加词“citrina”意为“橙色的”。

## 用途
花經過蒸、曬，加工成乾菜，但因其富含秋水仙碱，食用前应充分加热，否则可能导致中毒。

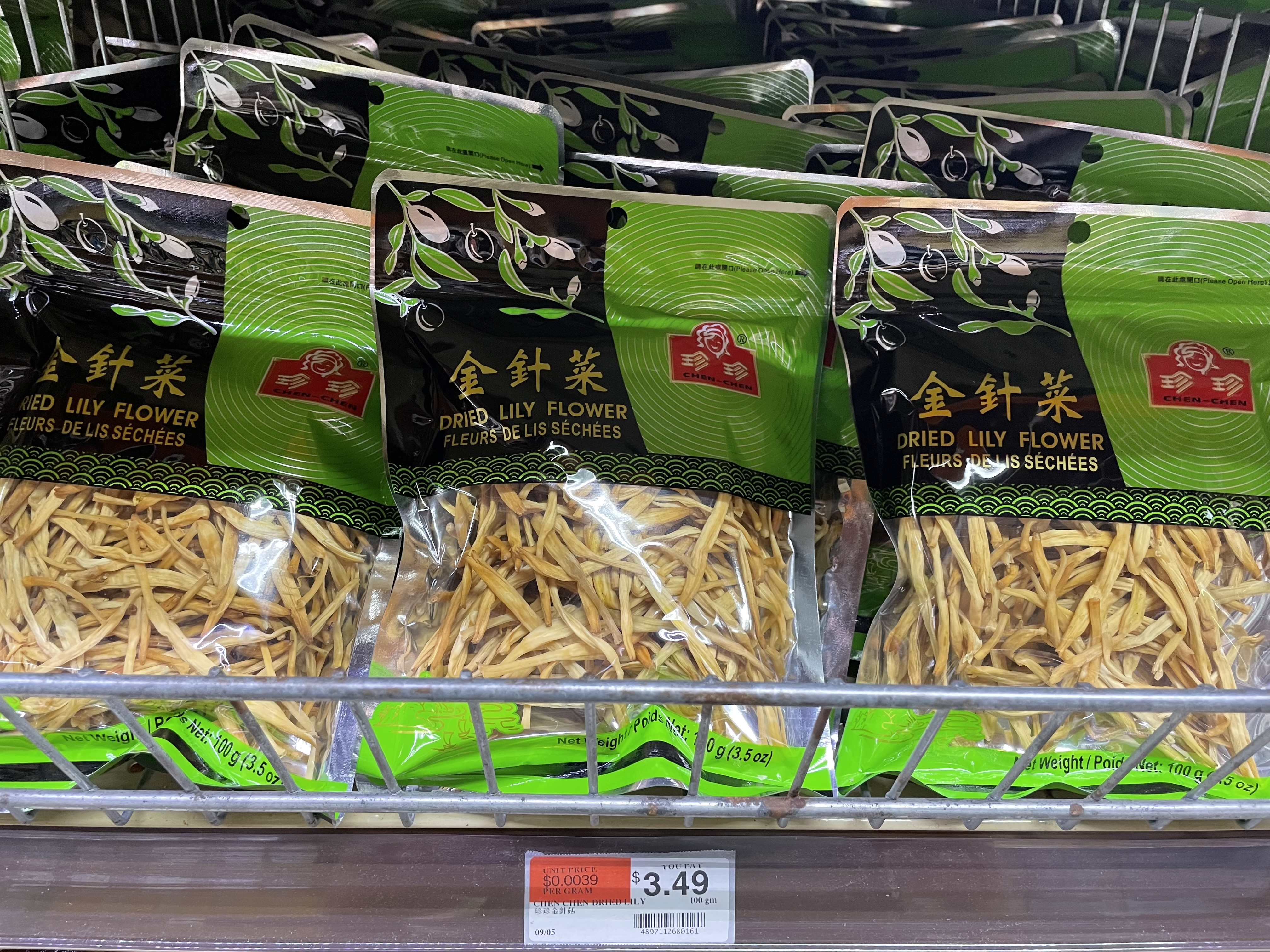
美國一家超市售賣的袋裝金針菜/黃花菜，須泡發後方可烹飪、食用
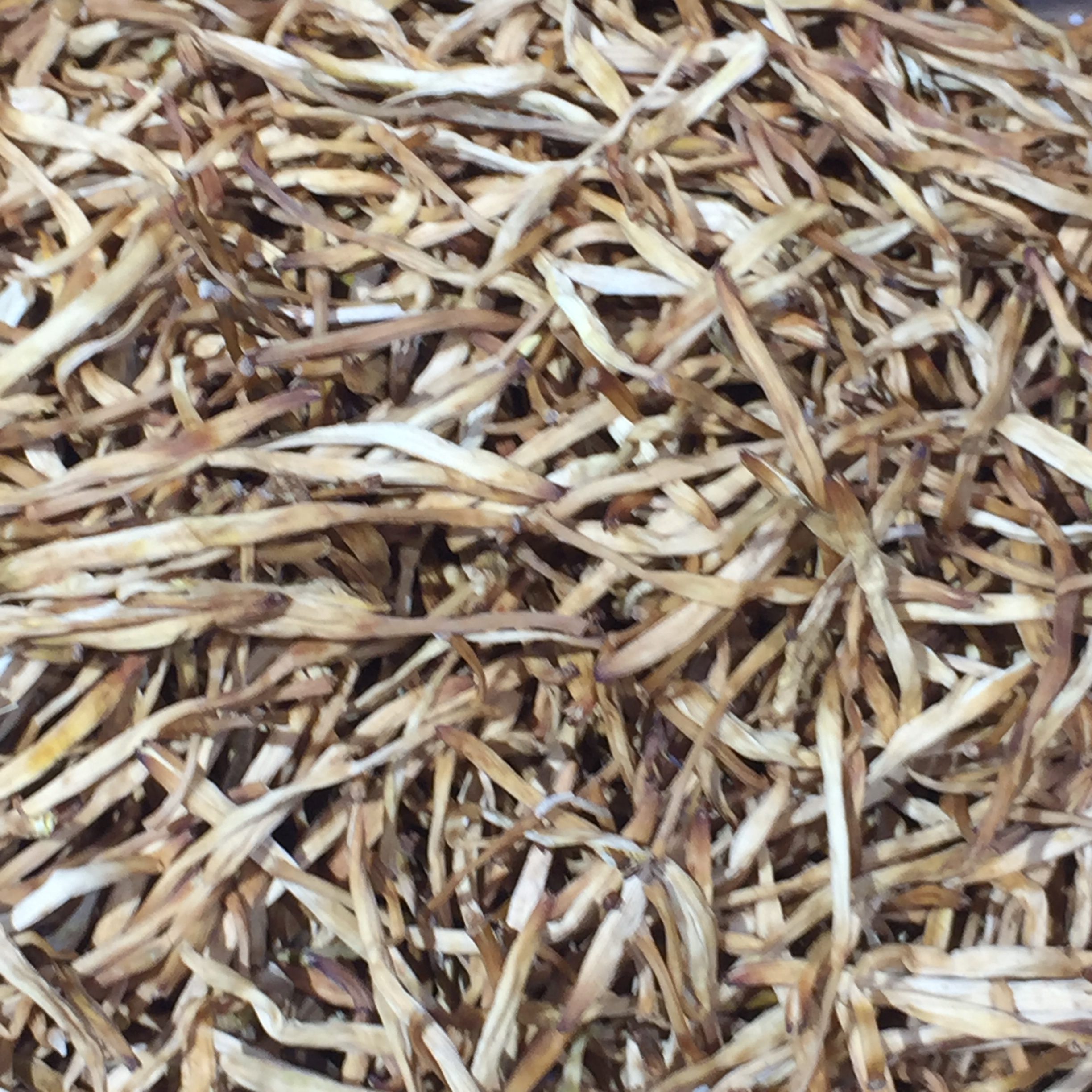
干制黄花菜

## 品種
外形類似却属于不同物种的有：北黃花菜，花亦可食用，但食用前均应充分加热，否则可能导致中毒；小黃花菜，株型比黄花菜與北黃花菜來的小。它們常與不可食用的观赏植物大苞萱草、卷丹混淆。
台灣所稱的「金針菜」為本地種的萱草，主要種植於台灣東部的台東太麻里山、花蓮富里六十石山、玉里赤科山。每年的8-10月是金針菜的盛產期，也是遊客拜訪金針花海觀光景點的最佳時機。